# Zabudowa rejonu głównego dawnej kopalni Rozbark
Zabudowa rejonu głównego dawnej kopalni Rozbark – zespół budynków: maszynownia szybu Bończyk z 1907 roku, cechownia z 1911 roku, kotłownia z 1915 roku oraz mur oporowy z 1886 roku w Bytomiu-Rozbarku, wpisany do rejestru zabytków nieruchomych województwa śląskiego.

## Historia
Budynki cechowni, maszynowni, kuźni, straży pożarnej, dwa budynki administracyjne oraz budynek dyrekcji powstały na zlecenie spółki Georg von Giesches Erben, która kupiła kopalnię od bankiera Friedmanna w 1890 roku. Były wykorzystywane przez Kopalnię Węgla Kamiennego Rozbark (wcześniej Heinitz), która prowadziła wydobycie od 1877 roku do 2004 roku. Po zakończeniu eksploatacji, zabudowania trafiły do Spółki Restrukturyzacji Kopalń, która zrezygnowała z ochrony obiektów. W efekcie były one niszczone i rozkradane przez zbieraczy złomu. Stalowe wieże szybowe zostały wyburzone na początku XXI wieku. 3 września 2007 roku budynki dawnej cechowni, kotłowni, maszynowni szybu Bończyk, a także mur oporowy wraz z najbliższym otoczeniem zostały wpisane do rejestru zabytków województwa śląskiego.
Budynki kuźni i warsztatu ślusarskiego przy ul. Chorzowskiej w Bytomiu zostały wyburzone około 2012 roku z uwagi na ich bardzo zły stan techniczny. Około 2009 roku obiekty przejęło miasto Bytom, które pragnęło odzyskać teren kopalni co najmniej do 2006 roku; w 2009 roku planowano wówczas przekształcić wówczas otoczenie zabudowań w dzieło sztuki–ogród, zadania miał podjąć się francuski artysta Jean-Paul Ganem, do realizacji projektu jednak nie doszło z braku sponsorów.
Zabudowania pokopalniane, w tym budynki maszynowni i kotłowni mają zostać przekształcone w Centrum Sportów Wspinaczkowych i Siłowych, projekt o nazwie „Uratowanie przed rozbiórką i rewitalizacja zespołu dawnej kopalni Rozbark wpisanej do rejestru zabytków nieruchomych województwa śląskiego poprzez utworzenie unikatowego w skali kraju Centrum sportów wspinaczkowych i siłowych w Bytomiu przy ul. Chorzowskiej” jest dofinansowany ze środków Europejskiego Funduszu Regionalnego w ramach RPO-WSL na lata 2014-2020, w obrębie Zintegrowanych Inwestycji Terytorialnych Subregionu Centralnego.

### Mur oporowy
Mur oporowy wzniesiono w 1886 roku. Został naprawiony i wyremontowany w 2020 roku. Inwestor, Skarpa Bytom, planuje umieścić na murze mural nawiązujący z jednej strony do historii Bytomia, zaś z drugiej do nowej funkcji obiektów po byłej kopalni.

### Maszynownia szybu Bończyk
Szyb Mauve (pol. Malwa, późniejszy Bończyk bądź Bonczyk) był drążony po 1863 roku na zlecenie bytomskiego radcy komercjalnego, doktora Ottona Friedlaendera. Podczas głębienia szybu napotkano kurzawkę, która spowodowała zalanie szybu i urządzeń. Prace po zastosowaniu pomp i uszczelnieniu były kontynuowane, a szyb osiągnął głębokość 190 m. Około 1888 roku szyb miał głębokość 350 m i był wówczas 2. najgłębszym szybem w rejonie Bytomia, a około 1912 roku był głęboki co najmniej na 540 m. Projekt budynku maszyny wyciągowej szybu Mauve dla kopalni Heinitz autorstwa Emila i Georga Zillmannów powstał w marcu 1907 roku w Charlottenburgu i w tymże roku obiekt został wzniesiony. We wrześniu 1908 roku we wnętrzu zamontowano elektryczną maszynę wyciągową produkcji firmy Brown Boveri napędzaną turbiną parową firmy Brown, Boveri-Parsons; była to pierwsza oddana do użytku maszyna wyciągowa tego typu. Po zaprzestaniu użytkowania budynku jako maszynowni szybu Bończyk zaadaptowano jego przestrzeń na warsztaty szkolne. Budynek maszynowni pomimo wpisania do rejestru zabytków niszczał z roku na rok. Prace rewitalizacyjne maszynowni były na ukończeniu w 2020 roku.

### Cechownia
Projekt cechowni autorstwa Emila i Georga Zillmannów powstał w maju 1910 roku. Budynek wzniesiono w 1911 roku, był wykorzystywany m.in. do świętowania uroczystości barbórkowych. Od zachodu budynek został przebudowany, co zaburzyło jego pierwotną symetryczność; w jego pobliżu stoi stróżowka W jego wnętrzu kręcono sceny do filmów Kazimierza Kutza pt. Perła w koronie i Sól ziemi czarnej. W 2007 roku usunięto z sali zbornej ołtarz ku czci św. Barbary i przekazano go parafii św. Jacka w Bytomiu. Cechownia zachowała się najlepiej ze wszystkich elementów omawianego kompleksu. W 2012 roku budynek poddano rewitalizacji, nie zachowano jednak  wówczas oryginalnych stropów, dachów, wymieniono stolarkę okienną i drzwiową, usunięto metalowy płot w stylu secesyjnym. Sala zborna została przekształcona w salę widowiskową o pojemności blisko 200 miejsc. Budynek od 2013 roku został siedzibą Teatru Tańca i Ruchu Rozbark, sam teatr oficjalnie rozpoczął swą działalność 7 marca 2014 roku. Obok cechowni znajduje się także dawny budynek administracji kopalni, który także poddano rewitalizacji i przekształcono na hotel. W 2017 roku przed cechownią ustawiono statuę z 1935 roku autorstwa Waltera Tuckermanna przedstawiającą górnika, która wcześniej znajdowała się na terenie bytomskiej kopalni Centrum.

### Kotłownia
Budynek kotłowni wzniesiono w 1915 roku. Wewnątrz zachowały się stalowe konstrukcje. 4 lipca 2019 roku podczas rozbiórki 75-metrowego (bądź 76-metrowego) komina kotłowni w wyniku jego samoistnego, niekontrolowanegops zawalenia na kotłownię część budynku uległa zniszczeniu i zawaleniu. Planowana jest odbudowa zniszczonej części kotłowni oraz wykonanie betonowej posadzki. Na zewnętrznej ścianie kotłowni od strony ul. Chorzowskiej ma powstać podświetlona ścianka wspinaczkowa w formacie trójboju olimpijskiego – byłaby to pierwsza ścianka tego typu w Polsce.

## Architektura

### Mur oporowy
Mur dochodzący w najwyższym punkcie do 5 m wysokości został wzniesiony z cegły, jest otynkowany, wieńczy go dekoracyjna kuta balustrada. W czasach PRL-u ponad murem wisiał napis „KOPALNIA ROZBARK”, wykonany z pojedynczych liter.  

### Maszynownia szybu Bończyk
Budynek został wzniesiony z cegły na rzucie prostokąta jako hala w stylu neogotyckim bądź historyzującym z elementami neogotyku, obiekt dwukondygnacyjny, podpiwniczony, nakryty czterospadowym dachem. Na dłuższych ścianach znajdują się duże okna, które podzielono laskowaniem oraz arkadkami, zamykają je obniżone łuki ostre. Nad nimi umieszczono blendy udekorowane maswerkami. Na krótszych ścianach znajdują się niewielkie blendy w postaci tarcz herbowych budzące skojarzenia z architekturą gotyckich zamków, w narożach maszynowni znajdują się uskokowe skarpy. Wejście do budynku z zielonymi drewnianymi drzwiami znajduje się asymetrycznie w ścianie północnej, zamyka je obniżony łuk ostry oraz dwuspadowy drewniany daszek barwy zielonej (zdemontowany). Barwy zielonej, kontrastującej z czerwienią ceglanej elewacji, są także ceglane wypełnienia blend oraz pulpitowe parapety.

### Cechownia
Symetryczny budynek ceglany wzniesiony w systemie bazylikowym na rzucie wydłużonego prostokąta, wzniesiony w stylu neobarokowym bądź historyzującym z elementami neobaroku, dwukondygnacyjny w części wschodniej, z dobudówką od zachodu, wewnątrz trójnawowy. Wejście do budynku znajduje się od wschodu. W jego centrum znajduje się sala zborna z charakterystycznymi oknami, których łuki wznoszą ponad gzyms pozostałej części budynku tworząc falującą linię. Głównym oknom towarzyszą mniejsze okna elipsoidalne. Ściany sali zbornej zostały pokryte białymi i zielonymi glazurowanymi cegłami. W tejże sali znajdował się ołtarz ku czci św. Barbary z obrazem autorstwa berlińskiego malarza E. Grossmanna. Pierwotny projekt zakładał drewniane stropy, które były dopasowane do falującej linii elewacji na zewnątrz budynku. Salę zborną otaczają dużo niższe pomieszczenia biurowe, które nakrywa dach pulpitowy. Na zewnątrz zastosowano kontrastową kolorystykę zielono-czerwoną, a wewnątrz biało-zieloną, na elewacji zakończone geometrycznie lizeny.

### Kotłownia
Dwukondygnacyjny budynek kotłowni został wzniesiony z cegły na rzucie wydłużonego prostokąta. Wyższa część północna jest nakryta dachem mansardowym, natomiast część południową nakrywa dach pulpitowy.

## Galeria

Mur oporowy
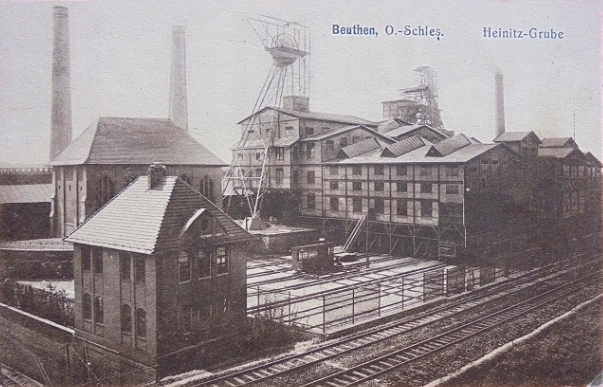
Kopalnia Heinitz, z lewej mur wokół maszynowni (przed 1916)
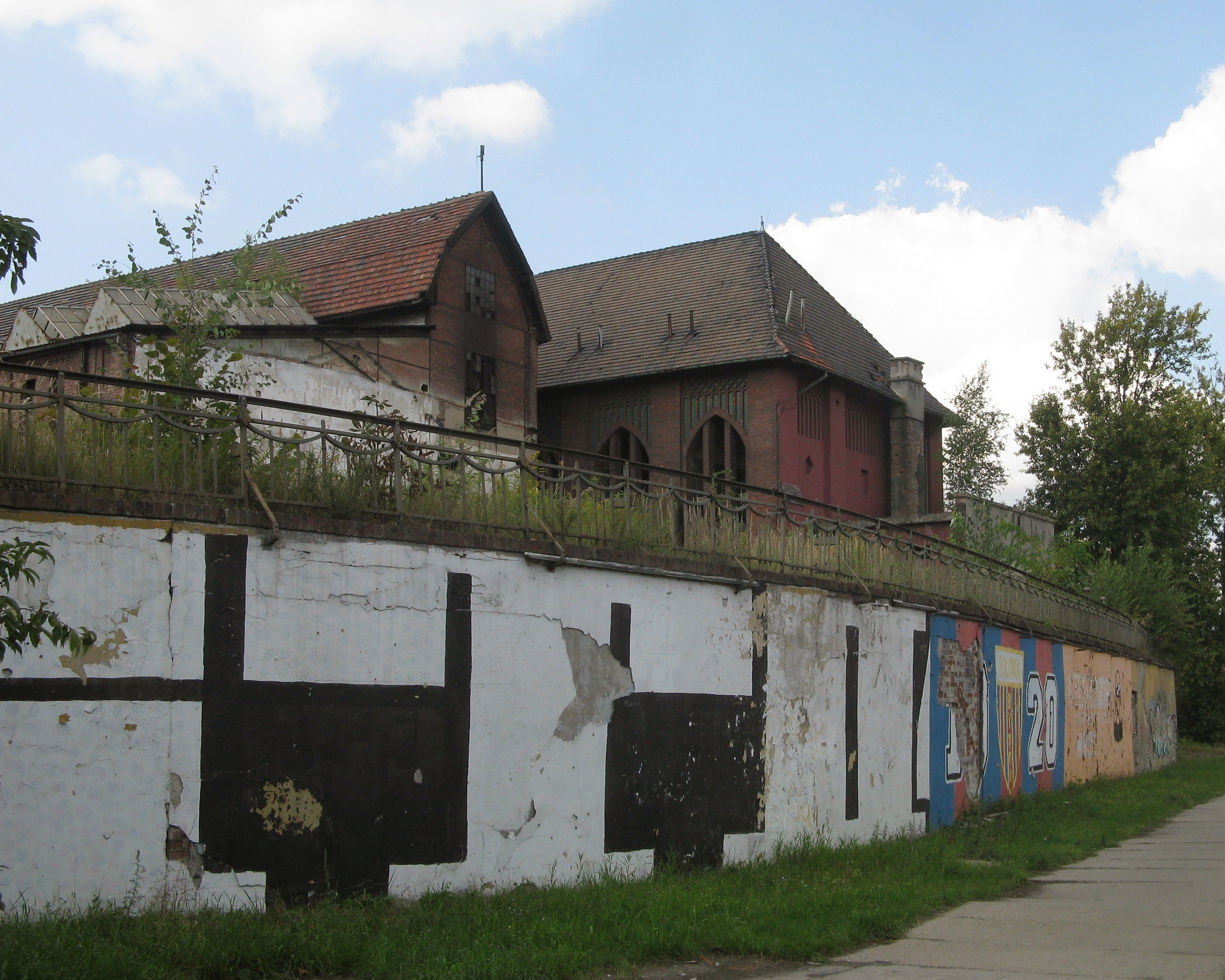
Murale na murze (2018)
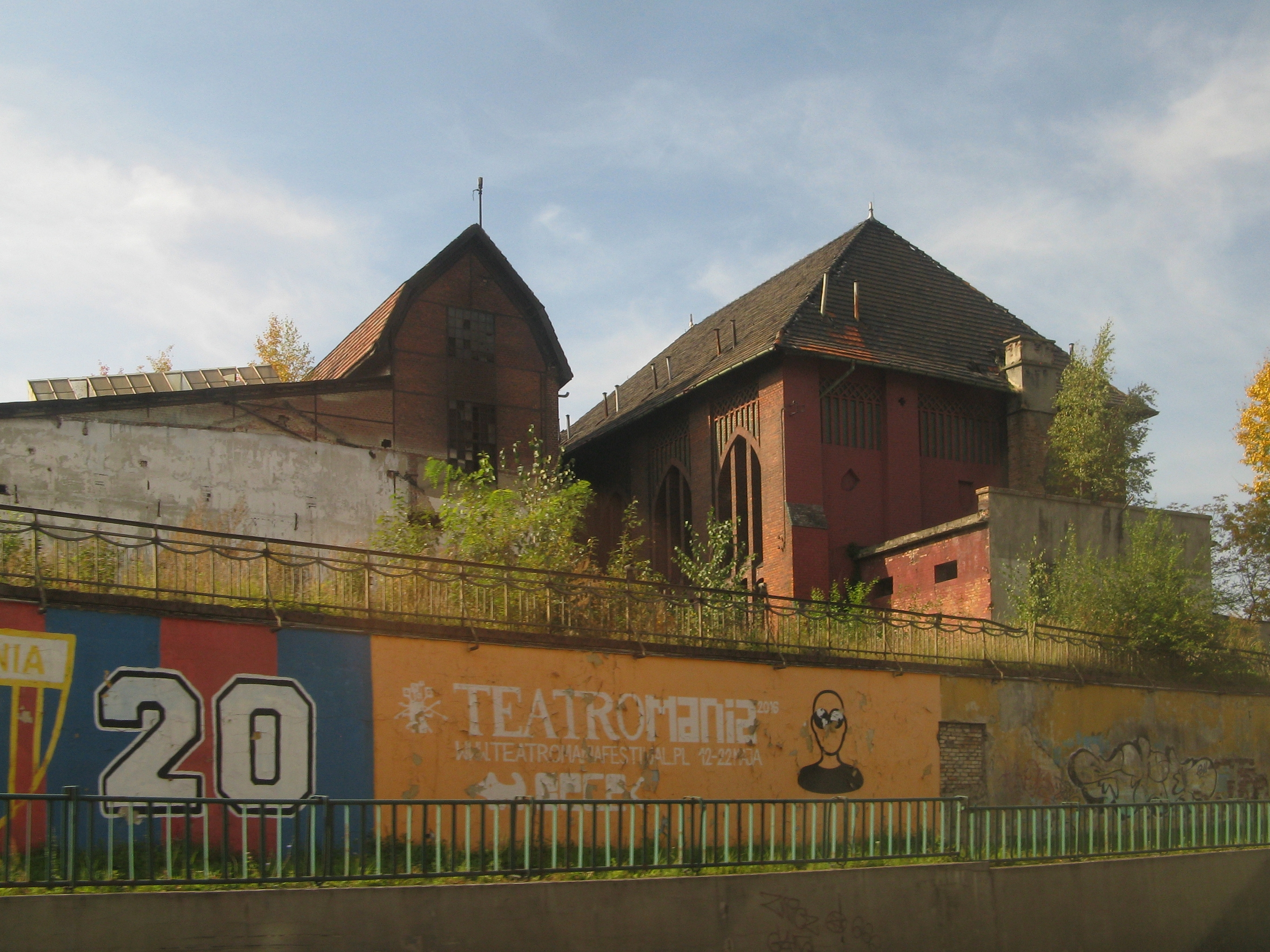
Murale, zamurowany otwór w murze oraz graffiti (2018)
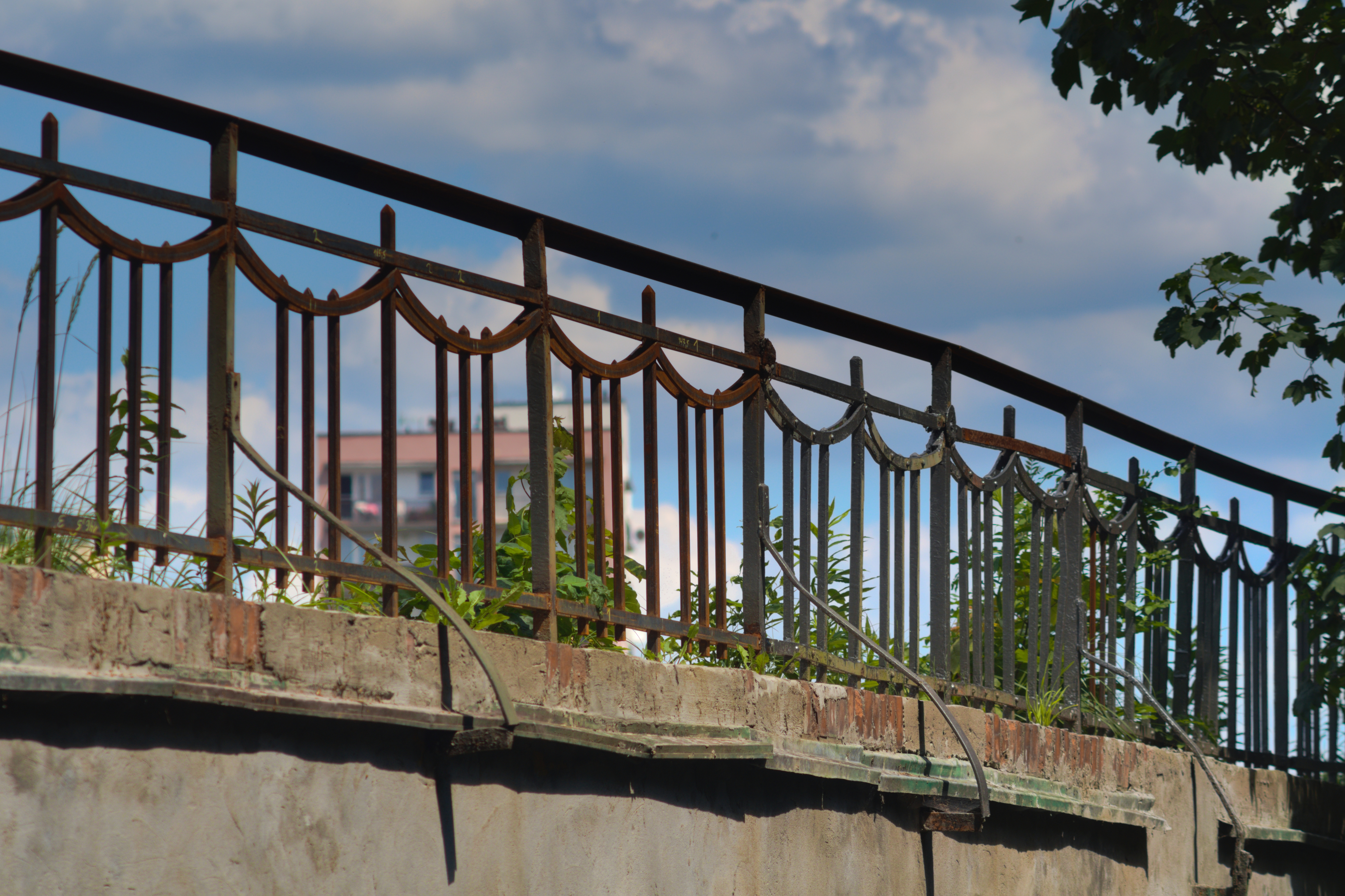
Kuta balustrada wieńcząca mur (2020)

Maszynownia szybu Bończyk
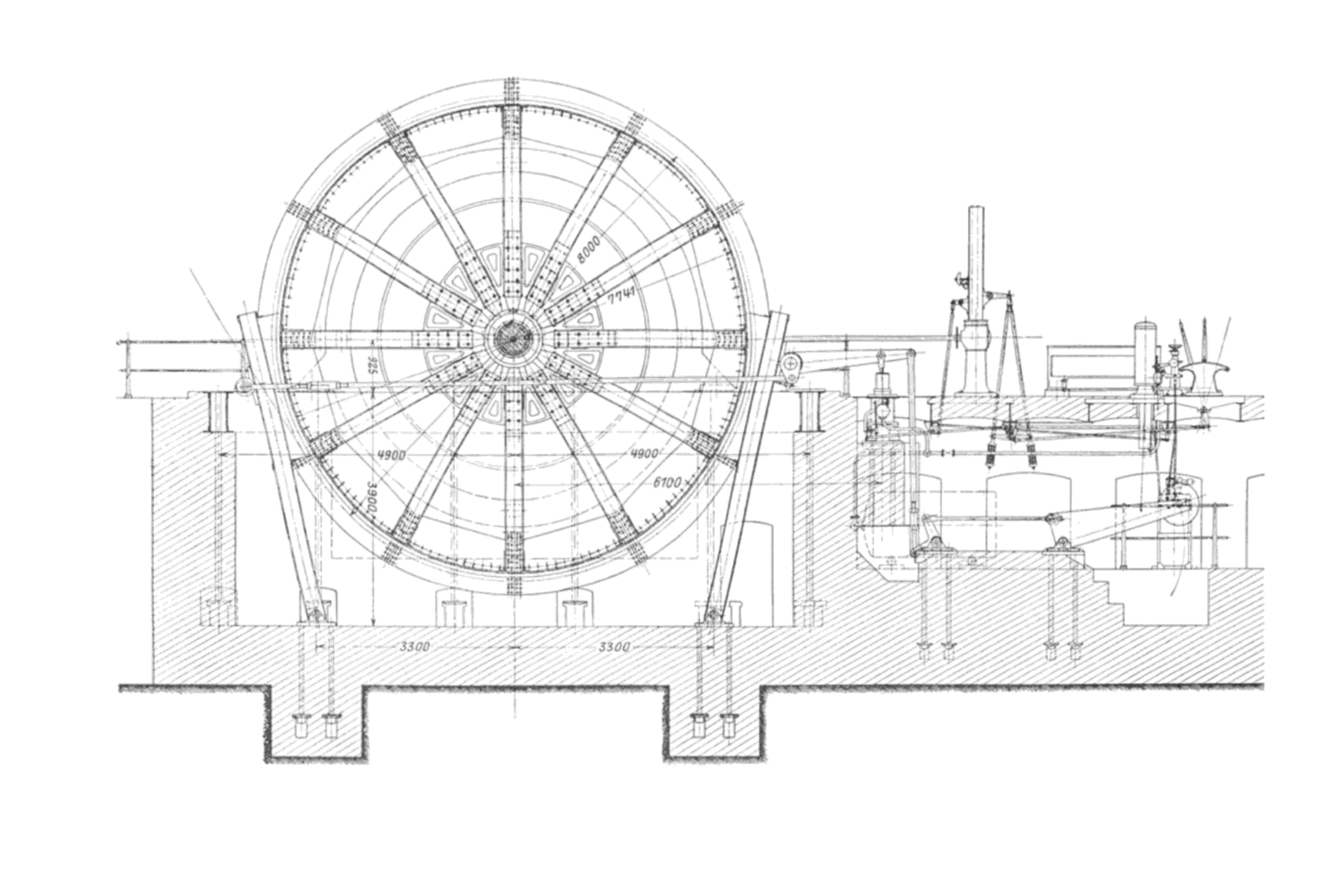
Plan budowy maszyny wyciągowej szybu Mauve (przed 1911)
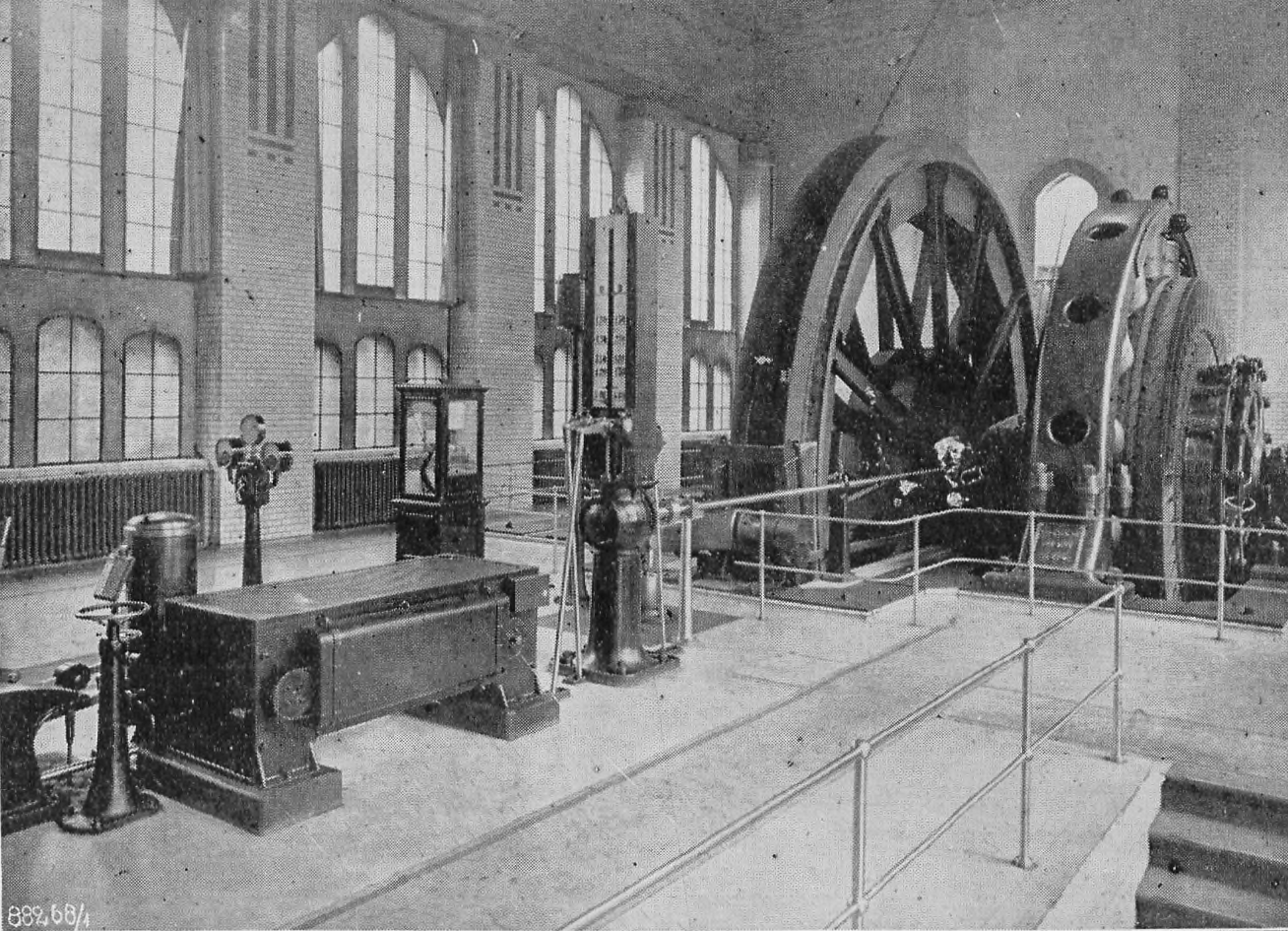
Wnętrze maszynowni (przed 1938)
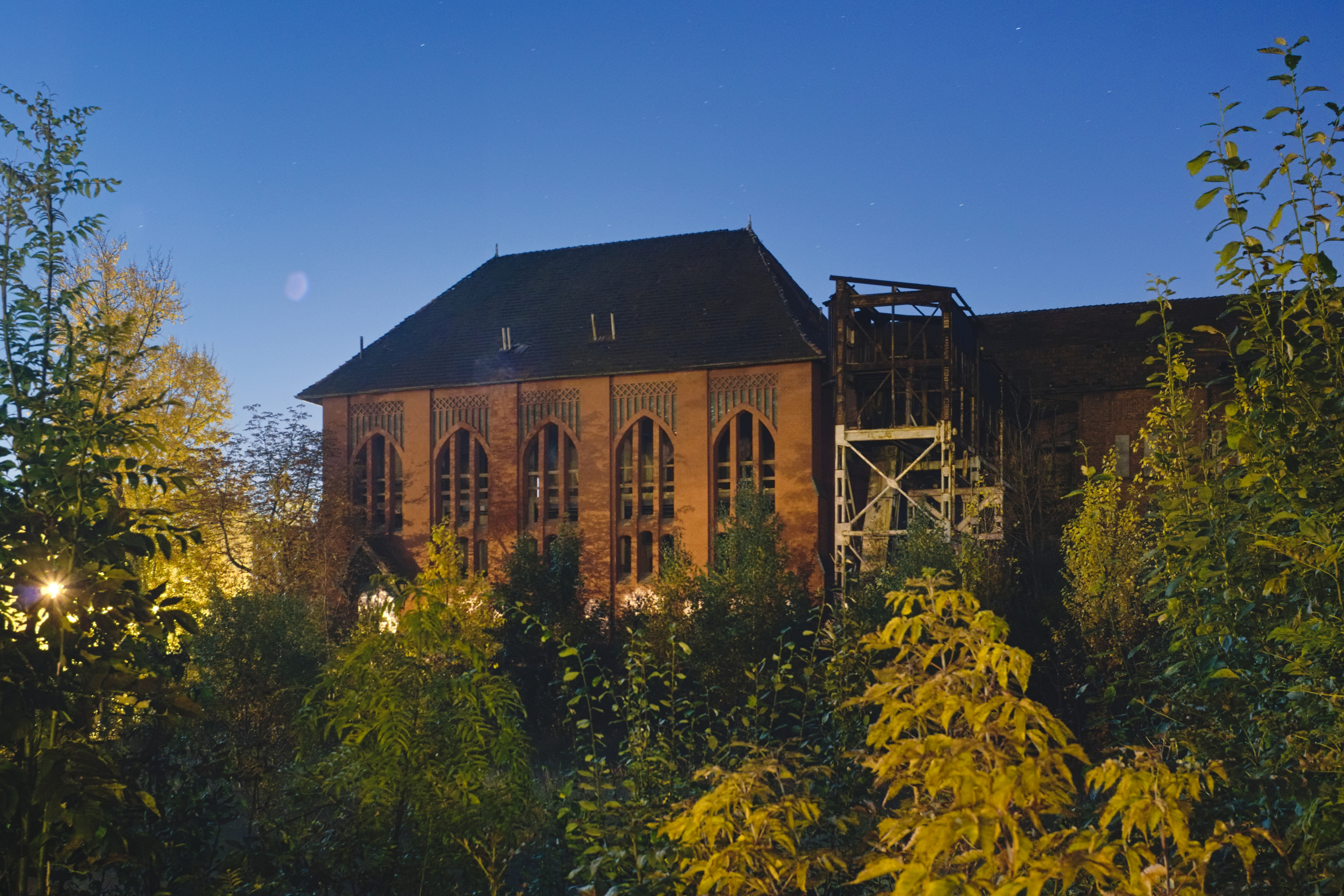
Elewacja północna (2019)
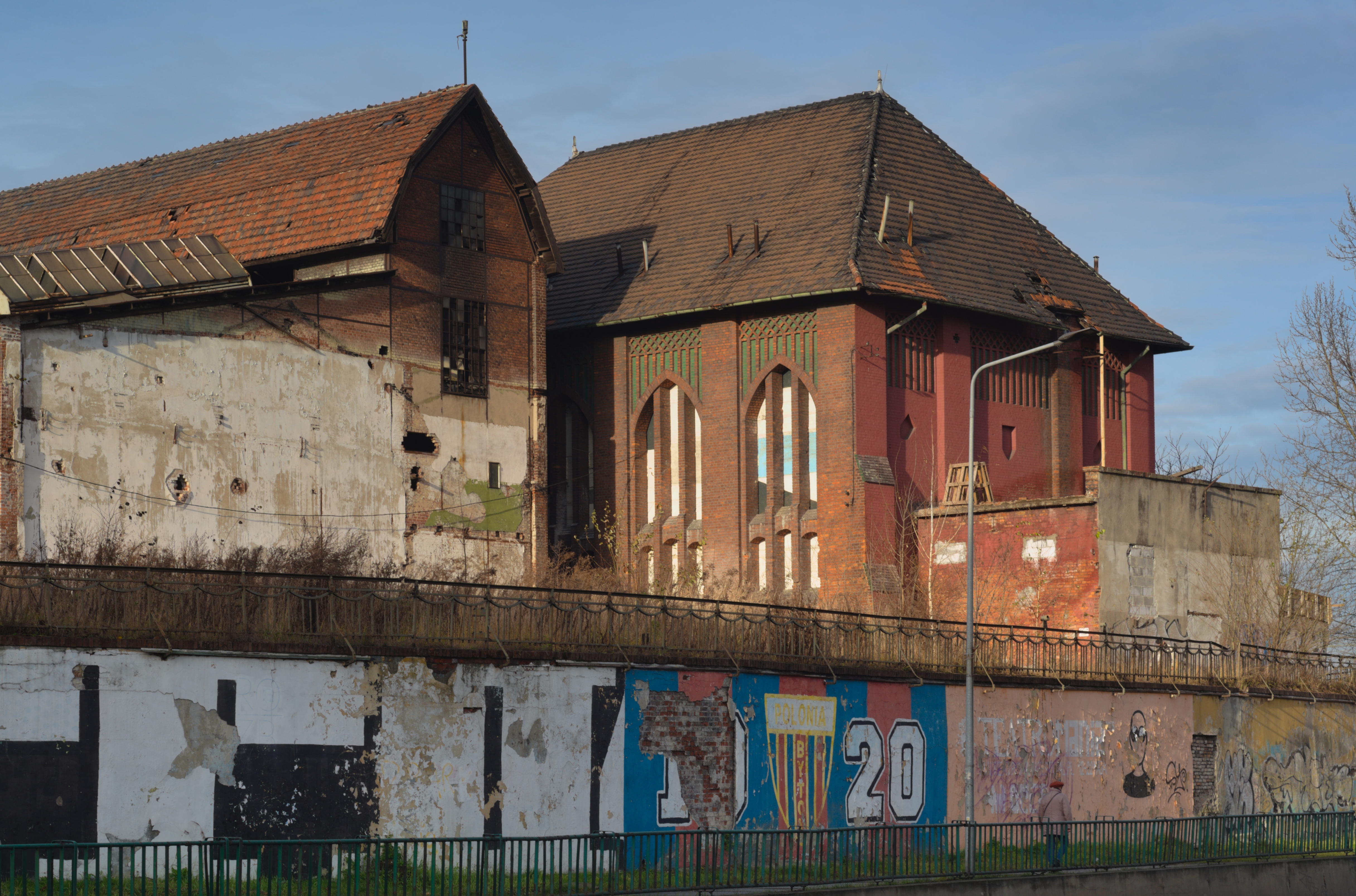
Widok z ul. Chorzowskiej (2019)

Cechownia
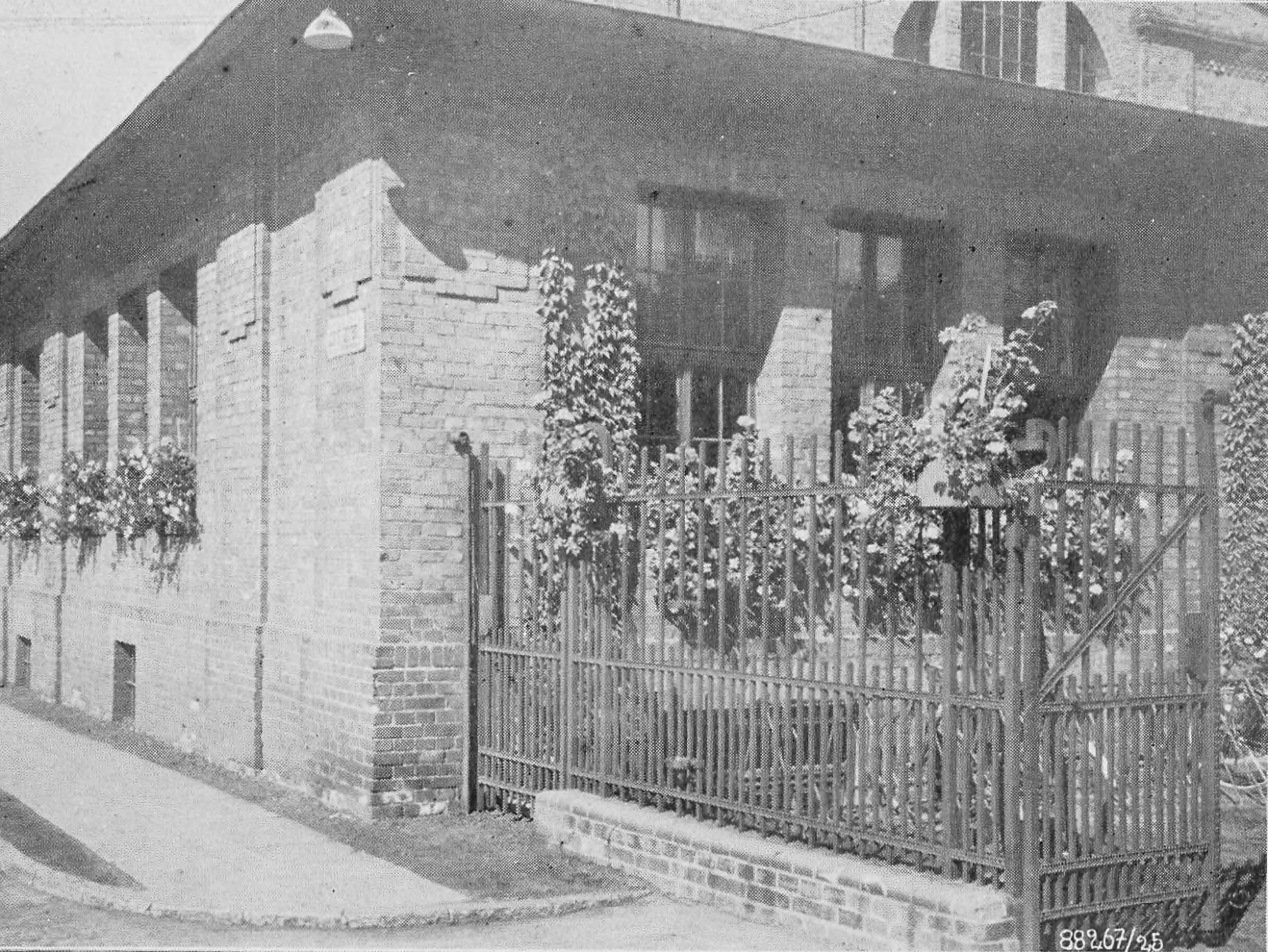
Metalowy płot przy wejściu (przed 1938)
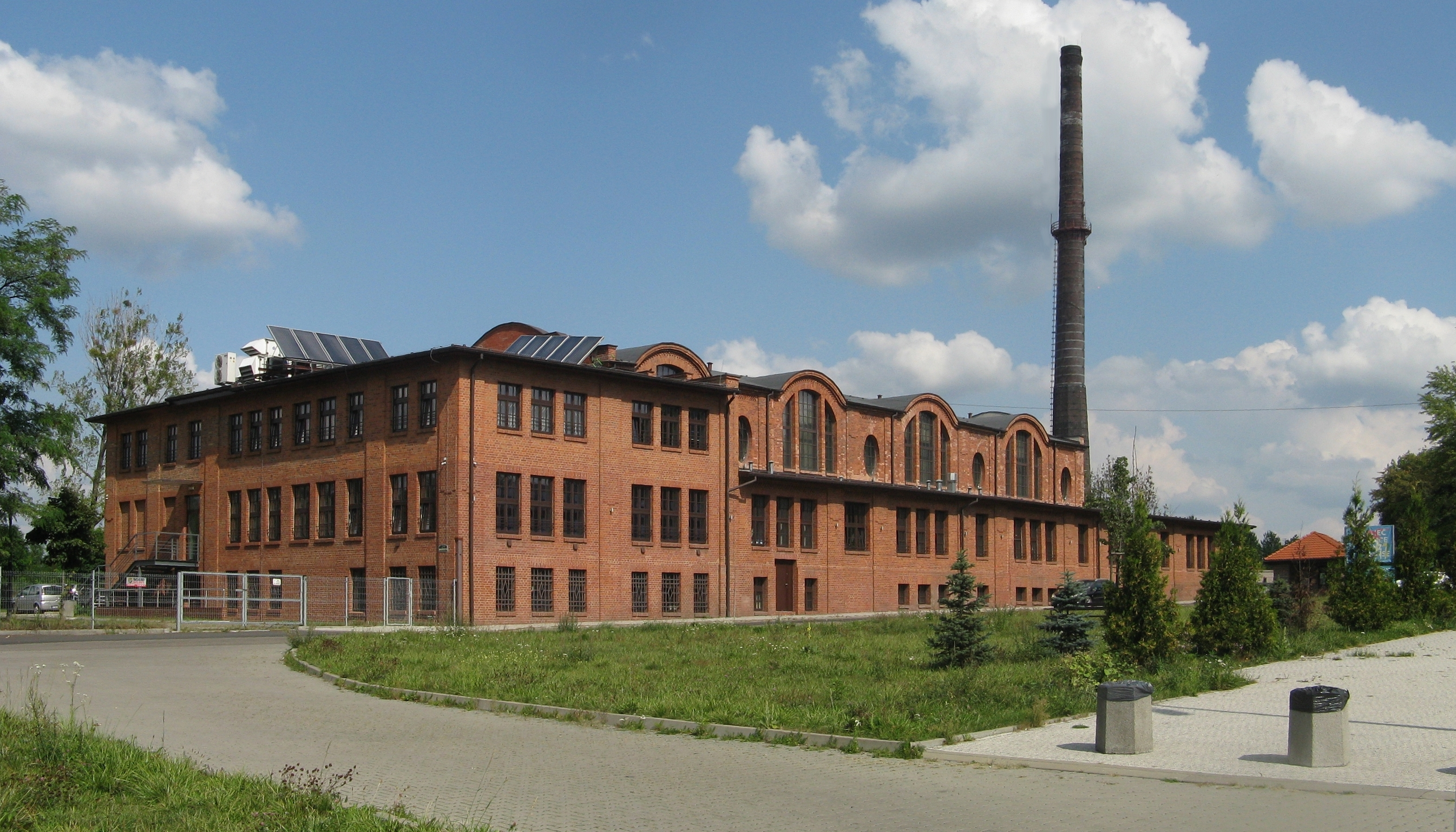
Cechownia i komin kotłowni (2018)
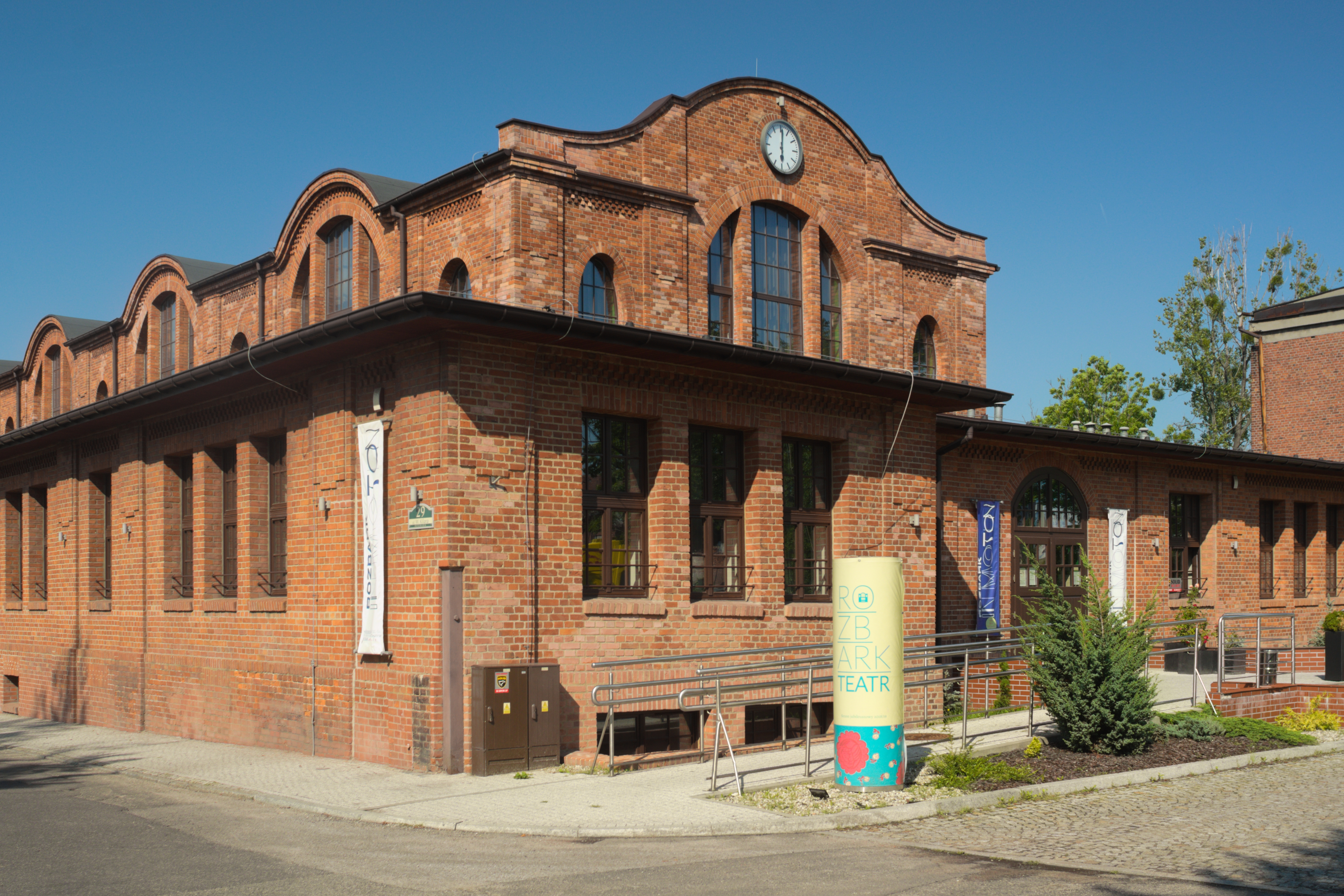
Wejście główne (2019)
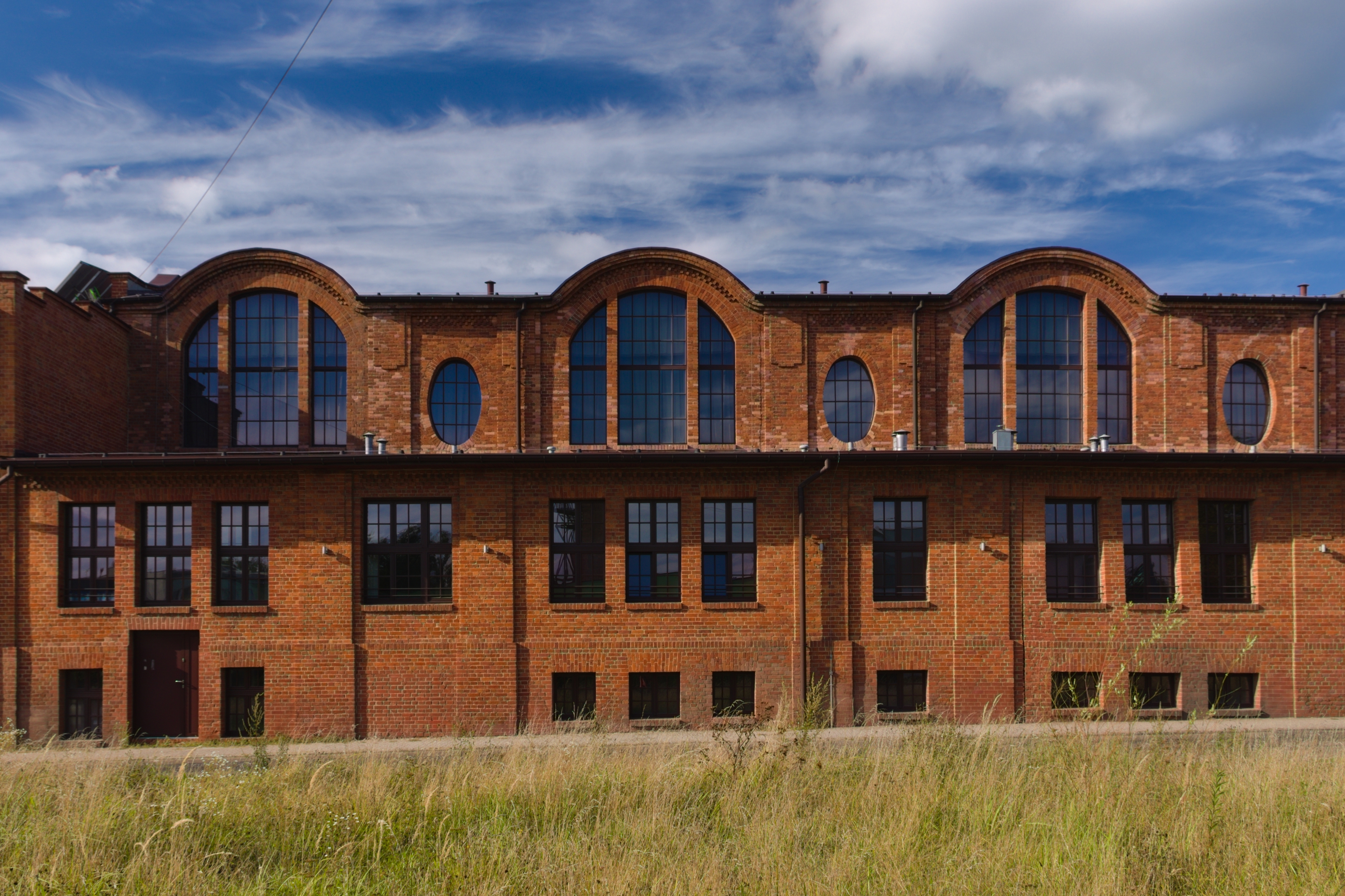
Elewacja południowa (2020)

Kotłownia
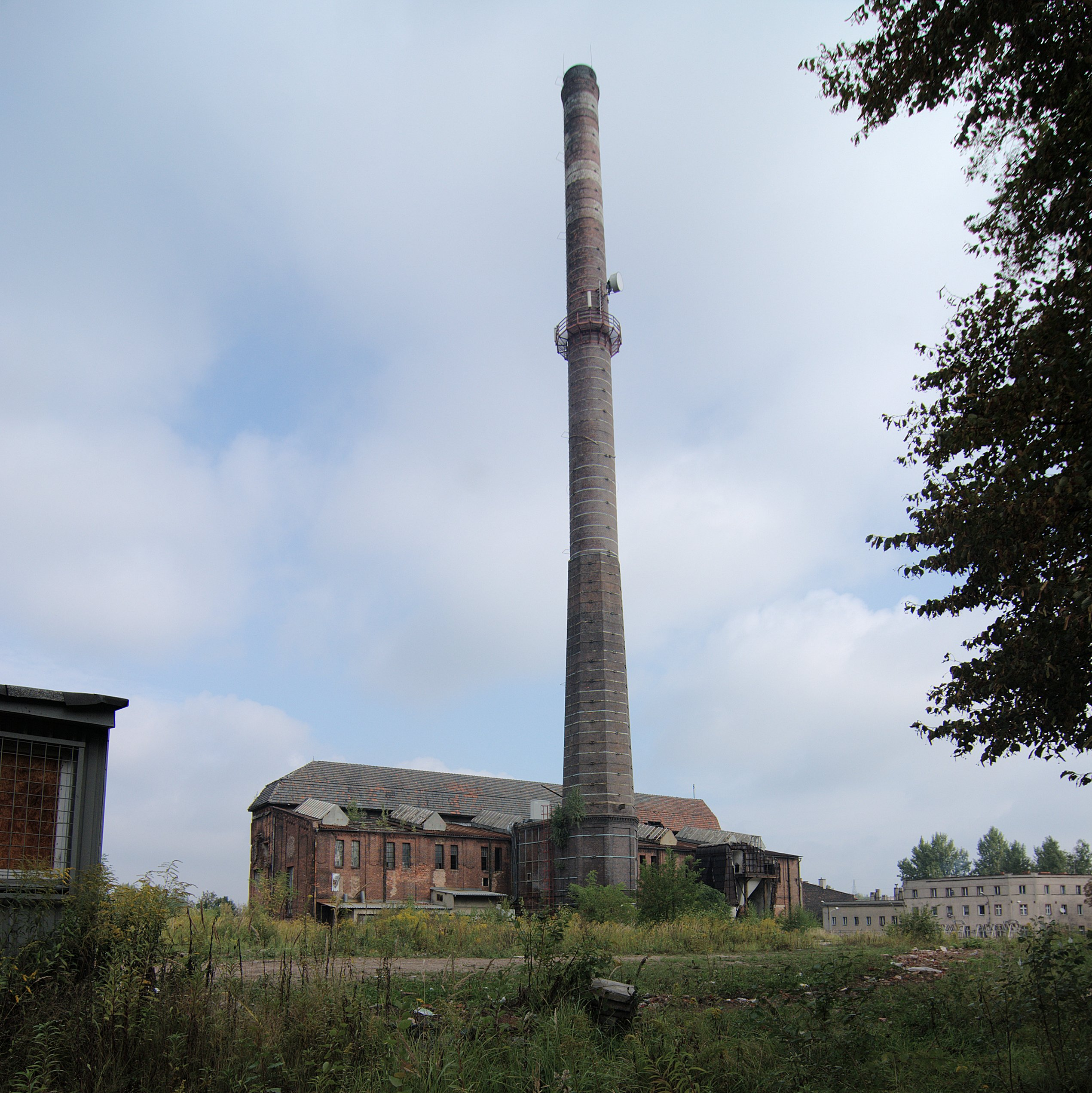
Kotłownia z kominem (2013)
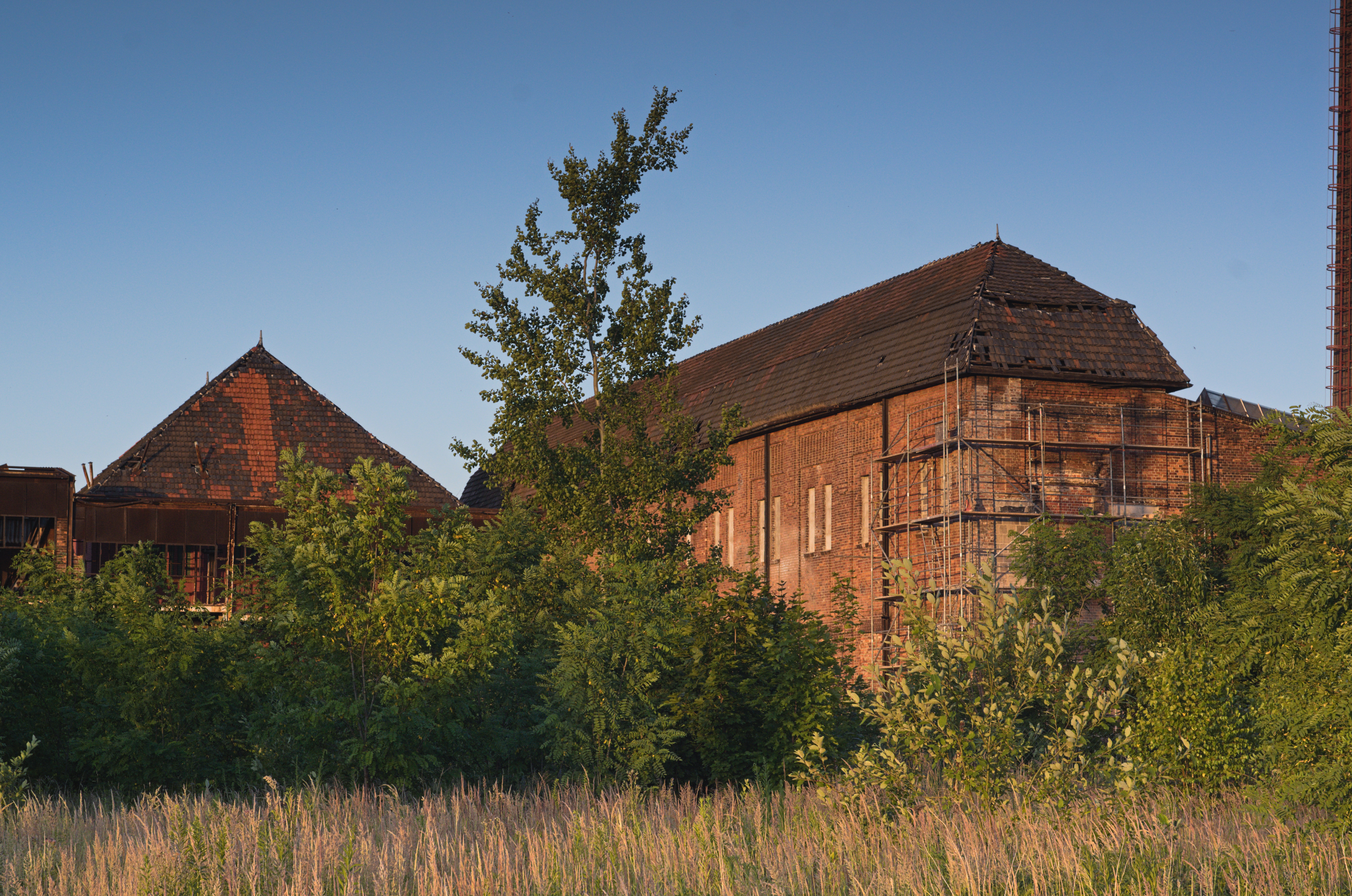
Widok z zachodu (2019)
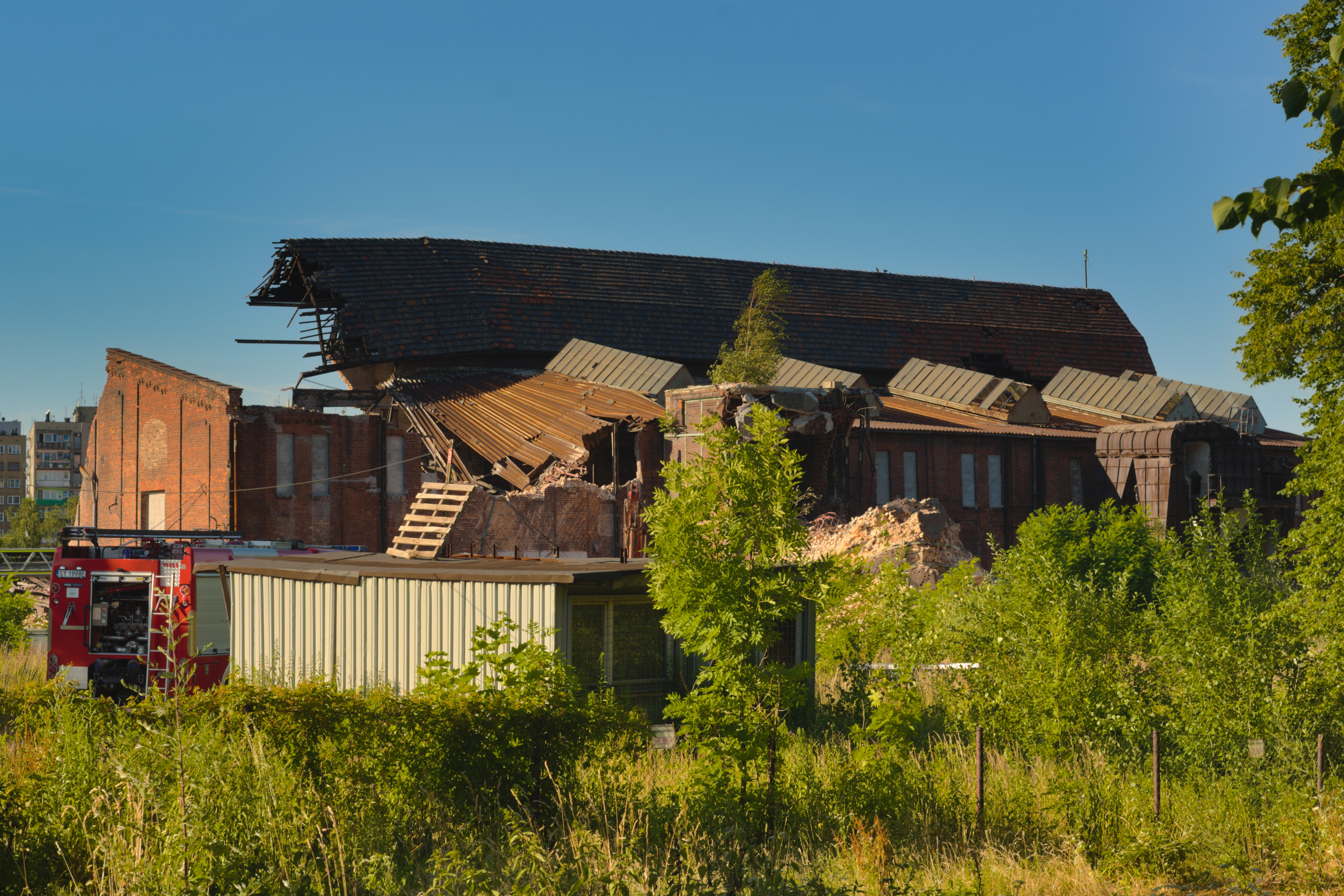
Budynek w dniu zawalenia się komina, widok z południa (2019)
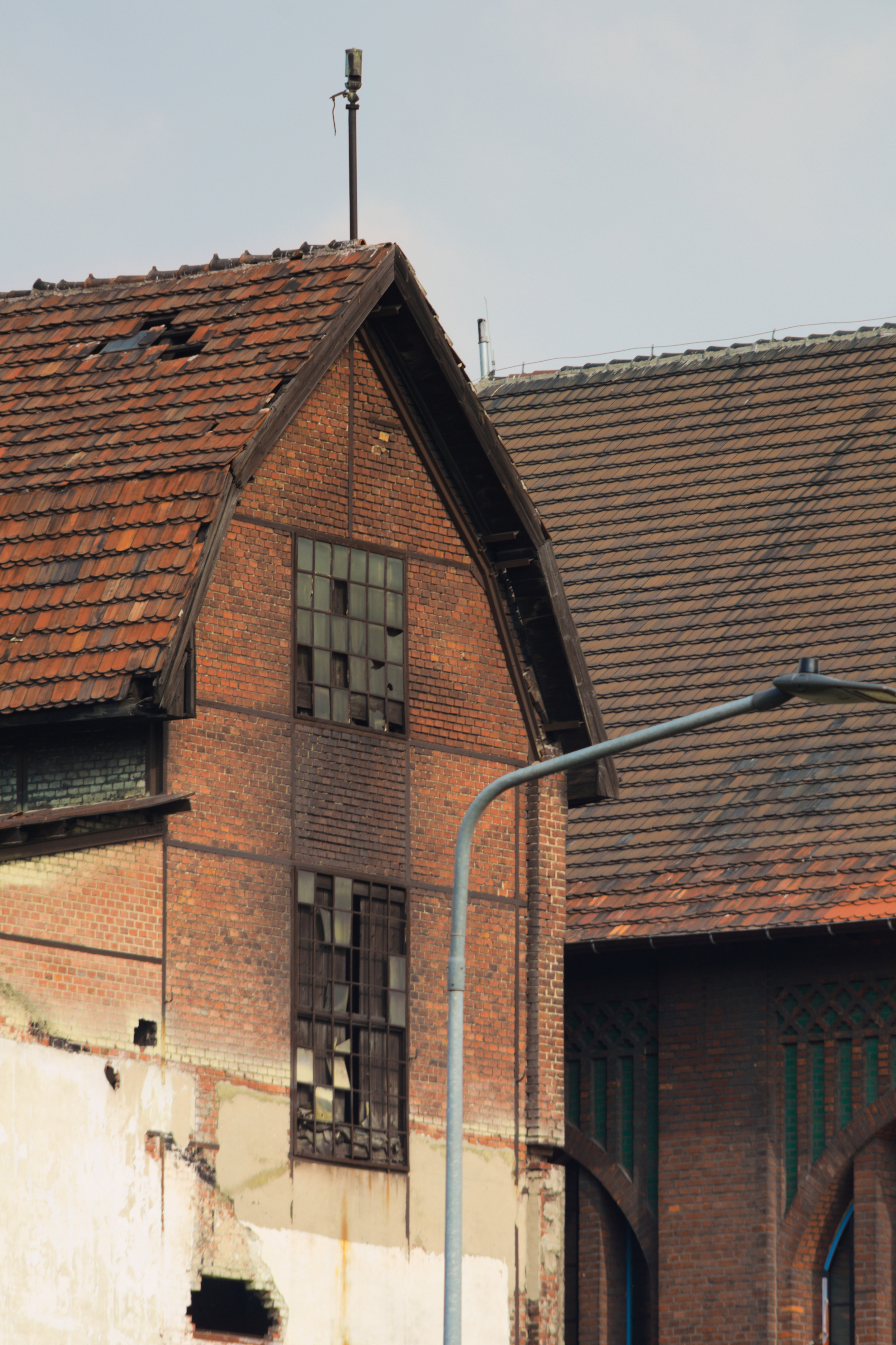
Szczyt od ul. Chorzowskiej (2020)